# كريستوفر رايلي
كريستوفر رايلي (بالإنجليزية: Christopher Riley)‏ هو كاتب خيال علمي بريطاني، ولد في 21 سبتمبر 1967 في Bridlington ‏ في المملكة المتحدة.

## وصلات خارجية
- كريستوفر رايلي على موقع IMDb (الإنجليزية)
- كريستوفر رايلي على موقع قاعدة بيانات الفيلم (الإنجليزية)